# 1565년

## 연호
- 명(明) 가정(嘉靖) 44년
- 일본(日本) 에이로쿠(永禄) 8년
- 후 레 왕조(後黎朝) 찐찌(正治) 8년
- 막 왕조(莫朝) 투언푹(淳福) 원년

## 기년
- 류큐(琉球) 쇼겐왕(尚元王) 10년
- 명(明) 세종 가정제(世宗 嘉靖帝) 44년
- 조선(朝鮮) 명종(明宗) 20년
- 후 레 왕조(後黎朝) 영종(英宗) 9년
- 막 왕조(莫朝) 막머우헙(莫茂洽) 원년

## 사건
- 문정대비 사망으로 소윤이 몰락함.
- 6월 23일 - 오스만 제국 해군 제독이자 해적이었던 터굿 레이스가 몰타 공방전 중에 전사하다
- 에이로쿠의 변

## 사망
- 12월 9일 - 교황 비오 4세, 224대 로마 교황.
- 조선 11대 국왕 중종의 제 2계비 문정왕후.
- 무로마치 막부 13대 쇼군 아시카가 요시테루